# 정영수 (정치인)
정영수(鄭永洙, 생년 미상 ~ )는 조선민주주의인민공화국의 정치인이다. 내각 로동상이다. 최고인민회의 제12기 대의원이다. 조선-이란 친선협회 위원장이다.

## 경력
1998년 4월 국가계획위원회 부위원장을 거쳐 2001년 1월 국가계획위원회 국장에 임명되었다. 2005년 2월부터 내각 노동상을 맡고 있다. 2005년 2월 조선-이란 친선협회 위원장으로 임명되었다.

## 최고인민회의 대의원
2009년 4월 최고인민회의 제12기 대의원으로 선출되었다.